# تامی دوگن (هنرپیشه)
تامی دوگن (انگلیسی: Tommy Duggan؛ ۲۲ ژوئیهٔ ۱۹۰۹ – ۲ نوامبر ۱۹۹۸) هنرپیشه اهل بریتانیا بود. از فیلم‌هایی که وی در آن نقش داشته است، می‌توان به طالع نحس، طالع نحس ۳: درگیری نهایی و سوپرمن ۲ اشاره کرد.